# Directiva 814/2013
La directiva 814/2013  de 2 de agosto de 2013, es un Reglamento de Aplicación Europeo,  correspondiente a la Directiva 2009/125/CE del Parlamento Europeo en lo relativo a los requisitos de diseño ecológico para calentadores de agua y depósitos de agua caliente. Fue publicada el 2 de agosto de 2013 estando al cargo el presidente portugués José Manuel Durão Barroso, ahora fuera del cargo, actual presidente de Goldman Sachs International.  

## Ámbito de aplicación
El Reglamento aplica a calentadores de agua de potencia menor o igual a 400 kW y depósitos de agua caliente hasta 2000 litros. 
Los calentadores de agua a los que se refiere esta directiva son calderas que mediante energía externa calientan el agua fría dentro de un edificio o vivienda  para la generación de  un circuito interno de agua potable caliente sanitaria.  El agua empleada comúnmente en aseos, cocinas  y para la limpieza de la casa. Es también conocida como ACS. 
Aplica a los calentadores de gas en todas las variantes, natural, butano, propano, calderas de gasoil, calentadores de agua solares, bombas de calor y termos eléctricos en todas sus variantes,  con y sin acumulación. Su función es calentar el agua en una instalación individual o colectiva empleando la energía calorífica del combustible, la energía eléctrica de la red, o la energía solar térmica.  
No aplica a los calentadores de biomasa como calderas de pellets, leña, huesos de aceituna y otras variantes que utilizan un combustible principalmente vegetal. La norma añade que se editarán próximamente regulaciones específicas para este tipo de calentadores. 
Los depósitos de agua caliente son depósitos en los que se almacena el agua caliente procedente de una instalación solar térmica. No disponen de calefacción interior aunque es una opción que se suministra como accesorio.  Su función es almacenar el agua a una temperatura de uso en instalaciones sanitarias es decir por encima de 40 °C. 

## Justificación
La directiva se aplica en 2013 a razón del consumo energético del sector analizado en 2005 que llegó a los 2.156 PJ (Peta Julios), lo que equivale a 51 Mtep (Millones de toneladas equivalentes de petróleo).  Un estudio preparatorio no referenciado justifica que los consumos de energía y las emisiones de CO2 se pueden reducir con la aplicación de esta Directiva.
En la propia directiva,  en el anexo VI se especifica que la tecnología en el momento de su entrada en vigor, supera todos los límites impuestos por la directiva. 
La directiva original, se justifica a partir de Protocolo de Kioto de 1997 del que España es partícipe al formar parte de Europa,  del cual surge la iniciativa Europa 2020,  con un reducción del 20% en la emisión de gases invernadero respecto a 1990, 20 % de energía renovable y 20 % de incremento en eficiencia. 

## Calendario de aplicación
La directiva se aplica de manera gradual estableciendo criterios cada vez más restrictivos durante los años 2015,  2016, 2017 y 2018. 

## Restricciones
La directiva aplica las siguientes restricciones. 

### Perfiles de carga
La directiva define perfil de carga como una característica del calentador que le permite generar agua caliente en unos rangos de caudal o de volumen determinados. 
En el caso de los calentadores de agua con acumulación los perfiles de carga son los siguientes.
| Perfil declarado | 3XS | XXS | XS | S  | M  | L   | XL  | XXL | 3XL | 4XL  |
| ---------------- | --- | --- | -- | -- | -- | --- | --- | --- | --- | ---- |
| litros           | <7  | 7   | 15 | 36 | 65 | 130 | 210 | 300 | 520 | 1040 |

Los litros indicados son de agua mezclada V40, y se refieren al volumen de agua producida,  que normalmente es superior a la capacidad del acumulador. En ciertas condiciones climáticas la capacidad de agua caliente producida podría ser inferior a la capacidad nominal del calentador. 

### Eficiencia
La eficiencia energética se define como el cociente entre energía convertida  y la energía empleada para la conversión. En los puntos 3, 4 y 5 del anexo IV se detalla como se realiza el cálculo de manera precisa para cada uno de los tipos de calentadores. 
Las restricciones que impone la norma son básicamente el empleo de calentadores más eficientes, limitando a 60% para los perfiles de carga XXL y 64% para los perfiles de carga 3XL y 4XL.  
De una manera tácita aunque no explícita, se prohíbe que los termos eléctricos puedan trabajar en instalaciones de grandes dimensiones como fuente principal,  al ser sus eficiencias de caldeo del agua menores al 50%. Los termos eléctricos se aplican de manera reglamentaria a instalaciones individuales hasta el perfil XL.
Los perfiles  superiores XXL 3XL y 4XL aplican a instalaciones centralizadas. 

### Acústicas
Se establecen limitaciones en la potencia acústica emitida por los calentadores,  tanto en la sala de funcionamiento como fuera del recinto. 
| Potencia Nominal | Potencia Nominal | Potencia acústica | Potencia acústica |
| ---------------- | ---------------- | ----------------- | ----------------- |
| Mínima           | Máxima           | Interior          | Exterior          |
|                  | <=6 kW           | 60                | 65                |
| >6 kW            | <=12 kW          | 65                | 70                |
| >12 kW           | <=30 kW          | 70                | 78                |
| >30 kW           | <=70 kW          | 80                | 88                |

### Emisiones de óxidos de nitrógeno
En los termos que emplean combustible fósil, se establecen límites para la emisión de gases.  Específicamente refiere el Dióxido de Nitrógeno NO2
| Calentador      | Combustión | Combustibles | Emisiones NO2 (*) |
| --------------- | ---------- | ------------ | ----------------- |
| Convencional    |            | Gaseoso      | 56 mg/kWh         |
| Convencional    |            | Líquido      | 120 mg/kWh        |
| Bombas de calor | Externa    | gaseosos     | 70 mg/kWh         |
| Solares         |            | Gaseoso      | 70 mg/kWh         |
| Bombas de calor | Externa    | Líquido      | 120 mg/kWh        |
| Solares         |            | Líquido      | 120 mg/kWh        |
| Bombas de calor | interna    | Gaseoso      | 240 mg/kWh        |
| Bombas de calor | interna    | Líquido      | 420 mg/kWh        |

(*)  Cifras por insumo de combustible en términos de GCV.

### Requisitos para depósitos de agua caliente
Los depósitos de agua caliente tendrán unas pérdidas que no superarán el siguiente límite
16,66 + 8,33 · V0,4 W

### Requisitos aplicables a todos los productos
Los productos regulados por la directiva,  incorporarán fichas con los resultados de las pruebas, indicando los resultados individuales de las medidas conseguidas. Esta información estará claramente especificada en los manuales de usuario,  en los manuales de instalación, así como en los sitios web de acceso público. Cada ficha identificará el producto de manera biunívoca.

## Pruebas de certificación

### Calentadores
Las pruebas a las que se somete a los calentadores de agua,  consisten en un calendario de uso diario entre las 7:00h y las 22:00h aplicando a cada uso  una temperatura, un flujo y un tiempo. 
Para superar la prueba la temperatura del agua debe ser siempre igual o superior a la indicada en el protocolo.
En la siguiente tabla se incluyen los flujos máximos y las temperaturas máximas en algunos de los usos que incluye la prueba. 
En el caso de los calentadores instantáneos por combustible,  la prueba verifica principalmente la capacidad para producir un caudal específico. 
En el caso de los termos con acumulador, la prueba verifica tanto la descarga como la recuperación,  dejando tiempos limitados entre descargas consecutivas. Esta prueba es la  UNE-EN 50440:2016/A1:2021. 
| Perfil | Caudal litros/minuto | Temperatura °C | Drenaje diario (kWh) |
| ------ | -------------------- | -------------- | -------------------- |
| 3XS    | 2                    | 25             | 0,345                |
| XXS    | 2                    | 25             | 2,1                  |
| XS     | 3                    | 35             | 2,1                  |
| S      | 3                    | 40             | 2,1                  |
|        | 5                    | 45             |                      |
|        | 4                    | 55             |                      |
| M      | 6                    | 40             | 5,845                |
|        | 4                    | 55             |                      |
| L      | 10                   | 40             | 11,655               |
|        | 4                    | 55             |                      |
| XL     | 10                   | 40             | 19,070               |
|        | 4                    | 55             |                      |
| XXL    | 16                   | 40             | 24,53                |
|        | 4                    | 55             |                      |
| 3XL    | 48                   | 40             | 46,76                |
|        | 32                   | 55             |                      |
| 4XL    | 96                   | 40             | 93,52                |
|        | 64                   | 55             |                      |

En esta prueba se mide el consumo eléctrico o de combustible,  dato que posteriormente se adjunta en los manuales de usuario,  de instalación y web. 
Otra prueba mide el caudal V40 continuo con el termo completamente cargado, descargando agua caliente hasta alcanzar la temperatura de 40 °C. 
Los calentadores eléctricos que emplean horas valle para la carga energética, conocidos como de tarifa nocturna,  pasan por una verificación de que el aparato puede funcionar cargando únicamente en este intervalo que va entre las 22:00h y las 07:00h.  

### Pruebas para los controles smart
Los controles inteligentes para eficiencia energética,  son verificados mediante una secuencia de 2 semanas de duración,  donde se verifica el funcionamiento  y se mide el consumo con la característica smart activada y posteriormente con la característica smart desactivada. 
El resto de pruebas que pasa un termo previo a su puesta en el mercado no se incluyen en los manuales de funcionamiento.  Son las pruebas de seguridad eléctrica,  integridad estructural, calidad de materiales,  compatibilidad electromagnéticas,  contenido de manuales,  etiquetado, etc. Son las pruebas que dan como resultado el marcado CE.

## Directivas relacionadas
Las siguientes directivas están relacionadas: 

### DIRECTIVA 2009/125/CE
DEL PARLAMENTO EUROPEO Y DEL CONSEJO de 21 de octubre de 2009  por la que se instaura un marco para el establecimiento de requisitos de diseño ecológico aplicables a los productos relacionados con la energía. 

### DIRECTIVA 2010/30/UE
DEL PARLAMENTO EUROPEO Y DEL CONSEJO de 19 de mayo de 2010 relativa a la indicación del consumo de energía y otros recursos por parte de los productos relacionados con la energía, mediante el etiquetado y una información normalizada. 
Para la información al usuario final de las características de los productos relacionados con la energía. 

### REGLAMENTO DELEGADO (UE) No 811/2013
DE LA COMISIÓN de 18 de febrero de 2013 por el que se complementa la Directiva 2010/30/UE del Parlamento Europeo y del Consejo en lo relativo al etiquetado energético de aparatos de calefacción, calefactores combinados, equipos combinados de aparato de calefacción, control de temperatura y dispositivo solar y equipos combinados de calefactor combinado, control de temperatura y dispositivo solar. 
Requisitos para el etiquetado energético de aparatos de calefacción y calefactores combinados de una potencia calorífica nominal igual o inferior a 70 kW combinaciones de aparatos de calefacción de una potencia calorífica nominal igual o inferior a 70 kW, controles de temperatura y dispositivos solares, y combinaciones de calefactores de una potencia calorífica igual o inferior a 70 kW, controles de temperatura y dispositivos solares, así como para la divulgación de información complementaria sobre estos productos.
Cuadro 1
Se presenta una tabla con la eficiencia energética para equipos de calefacción, mostrando Clases energéticas desde la A+++ hasta la G con eficiencias entre 30% y 150%
Cuadro 2
Se presenta una tabla con la eficiencia energética para equipos de calefacción por bombas de calor de baja temperatura, mostrando desde la A+++ hasta la G con eficiencias entre 55% y 175%
Cuadro 3
Presenta una tabla con las eficiencias energéticas de calefactor combinado para cada capacidad y clase energética con eficiencias desde 19% hasta 213% con perfiles de carga desde 3XS hasta XXL y Clases energéticas desde la A+++ hasta la G.
Cuadro 4
Asimismo presenta una tabla con las eficiencias energéticas de depósitos de agua caliente, con clase energética entre A+ y G relacionando dichos grupos  con las pérdidas estáticas.

### REGLAMENTO DELEGADO (UE) No 812/2013
DE LA COMISIÓN de 18 de febrero de 2013 por el que se complementa la Directiva 2010/30/UE del Parlamento Europeo y del Consejo en lo que respecta al etiquetado energético de los calentadores de agua, los depósitos de agua caliente y los equipos combinados de calentador de agua y dispositivo solar. 
Requisitos aplicables al etiquetado energético y al suministro de información complementaria sobre los calentadores de agua con una potencia
calorífica nominal ≤ 70 kW, los depósitos de agua caliente con una capacidad ≤ 500 litros y los equipos combinados de calentador de agua de ≤ 70 kW y dispositivo solar.
Cuadro 1
Presenta una tabla con las eficiencias energéticas de calentadores de agua para cada capacidad y clase energética con eficiencias desde 19% hasta 213% con perfiles de carga desde 3XS hasta XXL y Clases energéticas desde la A+++ hasta la G.
Cuadro 2
Asimismo presenta una tabla con las eficiencias energéticas de depósitos de agua caliente, con clase energética entre A+ y G relacionando dichos grupos  con las pérdidas estáticas. 

### REGLAMENTO (UE) No 813/2013
DE LA COMISIÓN de 2 de agosto de 2013 por el que se desarrolla la Directiva 2009/125/CE del Parlamento Europeo y del Consejo respecto de los requisitos de diseño ecológico aplicables a los aparatos de calefacción y a los calefactores combinados. 
Aparatos de calefacción con caldera de combustible con una potencia calorífica nominal ≤ 70 kW y calefactores combinados con caldera de combustible con una potencia calorífica nominal ≤ 70 kW, a excepción de las calderas de tipo B1 con una potencia calorífica nominal ≤ 10 kW y las calderas combinadas B1 con una potencia calorífica nominal ≤ 30 kW